# مسعود استیلی
مسعود استیلی (۳۰ شهریور ۱۳۴۸ – ۷ فروردین ۱۳۹۰) بازیکن فوتبال اهل ایران بود. وی برادر کوچک‌ترحمید استیلی بود.
از باشگاه‌هایی که در آن بازی کرده‌ است می‌توان به بهمن کرج، کشاورز تهران، پاس تهران و پرسپولیس اشاره کرد.
وی هم‌چنین در تیم ملی فوتسال ایران بازی کرده‌ است.